# Santa Teresa al Corso d'Italia (titolo cardinalizio)
Santa Teresa al Corso d'Italia (in latino: Titulus Sanctae Theresiae Virginis) è un titolo cardinalizio istituito da papa Giovanni XXIII il 5 maggio 1962 con la costituzione apostolica Inter frequentissima.
Il titolo insiste sulla basilica di Santa Teresa d'Avila, nel quartiere Pinciano, sede parrocchiale istituita il 6 gennaio 1906.

## Titolari
- Giovanni Panico (19 marzo 1962 - 7 luglio 1962 deceduto)
- Joseph-Marie-Eugène Martin (25 febbraio 1965 - 21 gennaio 1976 deceduto)
- László Lékai (24 maggio 1976 - 30 giugno 1986 deceduto)
- László Paskai, O.F.M. (28 giugno 1988 - 17 agosto 2015 deceduto)
- Maurice Piat, C.S.Sp., dal 19 novembre 2016